# Етик
Етик (вірм. Հետիկ) — спеціальне вірменське взуття для вільного пересування по снігу і льоду.
Являє собою дерев'яні пристосування круглої або овальної форми з коліщатками або без, які прив'язували до ніг мотузкою або шкіряними шнурками.
Про етики згадував ще давньогрецький історик і географ Страбон.